# WWE European Championship
El WWE European Championship o Campeonato Europeo de la WWE fue un campeonato de lucha libre profesional de la empresa World Wrestling Entertainment. A pesar del nombre del campeonato, solo dos campeones fueron europeos: British Bulldog y William Regal.

## Historia
El Campeonato fue creado en 1997, siendo llamado World Wrestling Federation (WWF) European Championship. El primer campeón fue el británico The British Bulldog al ganar un torneo llevado a cabo en varios eventos en Alemania, derrotando a Owen Hart en la final. Su primera derrota fue ante Shawn Michaels, quien era en ese momento Campeón de la WWF, por lo que se proclamó el primer Gran Campeón, además de haber tenido ambos títulos a la vez. 
A pesar de ser llamado Europeo, únicamente Bulldog y William Regal, ambos británicos, fueron europeos. Durante sus reinados, tanto D'Lo Brown como Al Snow fueron presentados como europeos. Durante el reinado de Snow, el y "Head" se vistieron de diferentes estereotipos étnicos de varias localizaciones europeas. El título se retiró en un principio en abril de 1999, cuando el campeón Shane McMahon quiso retirarse como campeón invicto. McMahon reintrodujo el título dos meses después cuando se lo dio a Mideon, quien lo vio en la maleta de viaje de Shane y le preguntó si podía quedárselo.
Durante la trayectoria del título, se acuñó el término Campeón Eurocontinental, referido a los luchadores que poseyeron a la vez el Campeonato Europeo e Intercontinental. Solo tres luchadores lo consiguieron. El primero fue D'Lo Brown, que derrotó a Mideon por el Europeo en Fully Loaded en 1999 y dos días después, derrotó a Jeff Jarrett en RAW para conseguir el Intercontinental. Un mes después, en SummerSlam, Jarrett derrotó a Brown y ganó ambos títulos. Al día siguiente, Jarrett le dio el Europeo a Mark Henry.
El 10 de febrero de 2000, en SmackDown! Kurt Angle derrotó a Val Venis para ganar el Campeonato Europeo. En No Way Out, 17 días después, derrotó a Chris Jericho y ganó el intercontinental, siendo el tercer hombre en conseguirlo. Retuvo ambos hasta WrestleMania 2000, donde perdió el Europeo ante Jericho y el Intercontinental ante Chris Benoit. En mayo de 2002, la WWF pasó a llamarse WWE y el título pasó a llamarse WWE European Championship , aunque el cinturón físico no se actualizó para reflejar el cambio de nombre manteniendo los antiguos logotivos de la WWF. Finalmente, el título fue retirado el 22 de julio de 2002 en un Ladder match, cuando el campeón Intercontinental Rob Van Dam derrotó al Campeón Europeo Jeff Hardy. Al ganar ese combate, RVD fusionó los dos títulos juntos, y siguió celebrando el título Intercontinental. El reinado de RVD no aparece en la historia del título europeo oficial en la página web de la WWE, pero se reconoce en la enciclopedia oficial de la WWE y los perfiles de la superestrella del pasado.

## Torneo por el título
El torneo dio inicio el 20 de febrero de 1997 en Alemania. La final se realizó en Monday Night RAW el 26 de febrero. El episodio de RAW con la lucha final fue transmitido el 3 de marzo de 1997.

### Desarrollo
|  | Cuartos de final | Cuartos de final       | Cuartos de final |           |           | Semifinales | Semifinales | Semifinales     |     |  | Final | Final | Final |  |
|  |                  |                        |                  |           |           |             |             |                 |     |  |       |       |       |  |
|  |                  |                        |                  |           |           |             |             |                 |     |  |       |       |       |  |
|  | 2/20             | British Bulldog        | Pin              |           |           |             |             |                 |     |  |       |       |       |  |
|  | 2/20             | British Bulldog        | Pin              |           |           |             |             |                 |     |  |       |       |       |  |
|  |                  | Mankind                |                  |           |           |             |             |                 |     |  |       |       |       |  |
|  |                  | 2/24                   | British Bulldog  | Pin       |           |             |             |                 |     |  |       |       |       |  |
|  |                  |                        |                  | Pin       |           |             |             |                 |     |  |       |       |       |  |
|  |                  |                        |                  | Vader     |           |             |             |                 |     |  |       |       |       |  |
|  | 2/21             | Rocky Maivia           |                  |           |           |             |             |                 |     |  |       |       |       |  |
|  | 2/21             | Rocky Maivia           |                  |           |           |             |             |                 |     |  |       |       |       |  |
|  |                  | Vader                  | Pin              |           |           |             |             |                 |     |  |       |       |       |  |
|  |                  |                        |                  |           |           |             | 2/26        | British Bulldog | Pin |  |       |       |       |  |
|  |                  |                        |                  |           |           |             |             |                 | Pin |  |       |       |       |  |
|  |                  |                        |                  | Owen Hart |           |             |             |                 |     |  |       |       |       |  |
|  | 2/22             | Flash Funk             |                  |           |           |             |             |                 |     |  |       |       |       |  |
|  | 2/22             | Flash Funk             |                  |           |           |             |             |                 |     |  |       |       |       |  |
|  |                  | Owen Hart              | Pin              |           |           |             |             |                 |     |  |       |       |       |  |
|  |                  | Owen Hart              | Pin              | 2/25      | Owen Hart | CO          |             |                 |     |  |       |       |       |  |
|  |                  |                        |                  | 2/25      | Owen Hart | CO          |             |                 |     |  |       |       |       |  |
|  |                  |                        |                  | Bret Hart |           |             |             |                 |     |  |       |       |       |  |
|  | 2/23             | Bret Hart              | Pin              |           |           |             |             |                 |     |  |       |       |       |  |
|  | 2/23             | Bret Hart              | Pin              |           |           |             |             |                 |     |  |       |       |       |  |
|  |                  | Hunter Hearst Helmsley |                  |           |           |             |             |                 |     |  |       |       |       |  |
|  |                  |                        |                  |           |           |             |             |                 |     |  |       |       |       |  |
|  |                  |                        |                  |           |           |             |             |                 |     |  |       |       |       |  |

## Campeones

### Lista de campeones
| N.º                       | Campeón                | Lucha                    | Lucha                | Estadísticas | Estadísticas | Notas y referencias |
| N.º                       | Campeón                | Fecha                    | Evento               | Reinado      | Días         | Notas y referencias |
| ------------------------- | ---------------------- | ------------------------ | -------------------- | ------------ | ------------ | --- |
| WWF European Championship |                        |                          |                      |              |              | |
| 1                         | The British Bulldog    | 26 de febrero de 1997    | RAW                  | 1            | 206          | Derrotó a Owen Hart en la final de un torneo. |
| 2                         | Shawn Michaels         | 20 de septiembre de 1997 | One Night Only       | 1            | 82           | |
| 3                         | Hunter Hearst Helmsley | 11 de diciembre de 1997  | RAW                  | 1            | 40           | |
| 4                         | Owen Hart              | 20 de enero de 1998      | RAW                  | 1            | 55           | Derrotó a Goldust, que había entrado al ring disfrazado de Helmsley. Sgt. Slaughter, Comisionado de WWF en aquel momento, decidió que el ganador del combate sería el nuevo campeón. |
| 5                         | Triple H               | 16 de marzo de 1998      | RAW                  | 2            | 120          | |
| 6                         | D'Lo Brown             | 14 de julio de 1998      | RAW                  | 1            | 63           | |
| 7                         | X-Pac                  | 15 de septiembre de 1998 | RAW                  | 1            | 14           | |
| 8                         | D'Lo Brown             | 29 de septiembre de 1998 | RAW                  | 2            | 19           | |
| 9                         | X-Pac                  | 18 de octubre de 1998    | Judgment Day         | 2            | 120          | |
| 10                        | Shane McMahon          | 15 de febrero de 1999    | RAW                  | 1            | 43           | |
| —                         | Desactivado            | 30 de marzo de 1999      | N/A                  | N/A          | -            | Shane se retiró como "campeón". |
| 11                        | Mideon                 | 21 de junio de 1999      | RAW                  | 1            | 34           | Entregado por Shane. |
| 12                        | D'Lo Brown             | 25 de julio de 1999      | Fully Loaded         | 3            | 28           | |
| 13                        | Jeff Jarrett           | 22 de agosto de 1999     | SummerSlam           | 1            | 1            | Brown también era Campeón Intercontinental, y el combate fue por los dos títulos. |
| 14                        | Mark Henry             | 23 de agosto de 1999     | RAW                  | 1            | 34           | Otorgado por Jarrett. |
| 15                        | D'Lo Brown             | 26 de septiembre de 1999 | Unforgiven           | 4            | 30           | |
| 16                        | The British Bulldog    | 26 de octubre de 1999    | SmackDown            | 2            | 47           | |
| 17                        | Val Venis              | 12 de diciembre de 1999  | Armageddon           | 1            | 58           | |
| 18                        | Kurt Angle             | 8 de febrero de 2000     | Smackdown            | 1            | 51           | |
| 19                        | Chris Jericho          | 2 de abril de 2000       | WrestleMania 2000    | 1            | 1            | Derrotó a Kurt Angle y Chris Benoit en un Triple Threat Match a dos caídas en el que también estaba en juego el Campeonato Intercontinental (que ganó Benoit).                       |
| 20                        | Eddie Guerrero         | 3 de abril de 2000       | RAW                  | 1            | 111          | |
| 21                        | Perry Saturn           | 23 de julio de 2000      | Fully Loaded         | 1            | 37           | |
| 22                        | Al Snow                | 29 de agosto de 2000     | SmackDown            | 1            | 48           | Emitido el 31 de agosto. |
| 23                        | William Regal          | 16 de octubre de 2000    | RAW                  | 1            | 47           | |
| 24                        | Crash Holly            | 2 de diciembre de 2000   | Rebellion            | 1            | 2            | |
| 25                        | William Regal          | 4 de diciembre de 2000   | RAW                  | 2            | 49           | |
| 26                        | Test                   | 22 de enero de 2001      | RAW                  | 1            | 69           | |
| 27                        | Eddie Guerrero         | 1 de abril de 2001       | WrestleMania X-Seven | 2            | 23           | |
| 28                        | Matt Hardy             | 24 de abril de 2001      | SmackDown            | 1            | 125          | Emitido el 26 de abril. |
| 29                        | The Hurricane          | 27 de agosto de 2001     | RAW                  | 1            | 56           | |
| 30                        | Bradshaw               | 22 de octubre de 2001    | RAW                  | 1            | 8            | |
| 31                        | Christian              | 30 de octubre de 2001    | SmackDown            | 1            | 91           | Emitido el 1 de noviembre. |
| 32                        | Diamond Dallas Page    | 29 de enero de 2002      | SmackDown            | 1            | 49           | Emitido el 31 de enero. |
| 33                        | William Regal          | 19 de marzo de 2002      | SmackDown            | 3            | 20           | Emitido el 31 de marzo. Se volvió exclusivo de RAW el 26 de marzo de 2002. |
| 34                        | Spike Dudley           | 8 de abril de 2002       | RAW                  | 1            | 28           | |
| WWE European Championship |                        |                          |                      |              |              | |
| 35                        | William Regal          | 6 de mayo de 2002        | RAW                  | 4            | 63           | |
| 36                        | Jeff Hardy             | 8 de julio de 2002       | RAW                  | 1            | 14           | |
| 37                        | Rob Van Dam            | 22 de julio de 2002      | RAW                  | 1            | 0            | El reinado de Van Dam no aparece en la lista de campeones. Sin embargo, se lista en el perfil de RVD en WWE.com y en la Enciclopedia de la WWE.                                      |
| —                         | Unificado              | 22 de julio de 2002      | RAW                  | -            | -            | Con el Campeonato Intercontinental de RVD |

### Total de días con el título
La siguiente lista muestra el total de días que un luchador poseyó el campeonato si se suman todos sus reinados.
| N.º | Campeón                         | Reinados | Total de días |
| --- | ------------------------------- | -------- | ------------- |
| 1   | The British Bulldog             | 2        | 253           |
| 2   | William Regal                   | 4        | 179           |
| 3   | Hunter Hearst Helmsley/Triple H | 2        | 160           |
| 4   | D'Lo Brown                      | 4        | 140           |
| 5   | Eddie Guerrero                  | 2        | 134           |
| 5   | X-Pac                           | 2        | 134           |
| 7   | Matt Hardy                      | 1        | 125           |
| 8   | Christian                       | 1        | 91            |
| 9   | Shawn Michaels                  | 1        | 82            |
| 10  | Test                            | 1        | 69            |
| 11  | Val Venis                       | 1        | 58            |
| 12  | The Hurricane                   | 1        | 56            |
| 13  | Owen Hart                       | 1        | 55            |
| 14  | Kurt Angle                      | 1        | 51            |
| 15  | Diamond Dallas Page             | 1        | 49            |
| 16  | Al Snow                         | 1        | 48            |
| 17  | Shane McMahon                   | 1        | 43            |
| 18  | Perry Saturn                    | 1        | 37            |
| 19  | Mark Henry                      | 1        | 34            |
| 19  | Mideon                          | 1        | 34            |
| 21  | Spike Dudley                    | 1        | 28            |
| 22  | Jeff Hardy                      | 1        | 14            |
| 23  | Bradshaw                        | 1        | 8             |
| 24  | Crash Holly                     | 1        | 2             |
| 25  | Jeff Jarrett                    | 1        | 1             |
| 25  | Chris Jericho                   | 1        | 1             |
| 27  | Rob Van Dam                     | 1        | 0             |

### Mayor cantidad de reinados
| Reinados | Luchador (es)                                                                |
| -------- | ---------------------------------------------------------------------------- |
| 4 veces  | D'Lo Brown y William Regal                                                   |
| 2 veces  | Hunter Hearst Helmsley/Triple H, X-Pac, The British Bulldog y Eddie Guerrero |